# الطاقة النووية في الهند
الطاقة النووية هي رابع أكبر مصدر للكهرباء في الهند بعد مصادر الطاقة الحرارية، والطاقة الكهرومائية والمتجددة من الطاقة الكهربائية. اعتبارا من عام 2012، والهند لديها 20 مفاعلاً نووياً تعمل في ست محطات للطاقة النووية، مولدة 4780 ميجاوات  في حين أن هناك سبعة مفاعلات أخرى تحت الإنشاء، ومن المتوقع أن تولد 5300 ميغاوات إضافية.
في أكتوبر 2010، كشفت الهند عن «خطة طموحة للوصول إلى قدرة طاقة نووية تصل إلى 63,000 ميغاوات في 2032»،  ولكن «شن السكان حوارات وتساؤلات حول المواقع المقترحة. وزادت الاحتجاجات، مما يثير تساؤلات حول الطاقة الذرية كبديل نظيف وآمن للوقود البترولي». وكانت هناك أيضاً احتجاجات واسعة ضد الفرنسيين المدعومين لمشروع الجيتابور الذري ذو الـ9900 ميجاوات في ولاية ماهاراشترا ومحطة كودانكولام الذري ذو الـ2000 ميجاوات في ولاية تاميل نادو. كمارفضت حكومة ولاية البنغال الغربية أيضاً إذن إنشاء مرفق نووي ذو 6000 ميجاوات المُقترح إنشاؤه بالقرب من بلدة هاريبور التي كانت مصممة على استضافة ستة مفاعلات نووية روسية.
تقدمت دعوى للحق العام (PIL) كما تم رفعها ضد برنامج الحكومة النووي المدني في المحكمة العليا. على الرغم من هذه العقبات قد خفضت عامل القدرة للمفاعلات الهندية إلى 79٪ في العام 2011-12 مقابل 71٪ في 2010-11. سجلت تسعة وعشرون من المفاعلات الهندية لم يسبق له مثيل عامل لقدرات 97٪ خلال 2011-12. مع اليورانيوم المستوردة من فرنسا، سجلت محطة كاكرابار ذات الـ 220 ميجاوات و2 من المفاعلات من 99٪ عامل القدرة خلال 2011-12. في حين كان العامل المسموح للعام 2011-12 هو 89٪.
أحرزت الهند تقدماً في مجال الثوريوم المستندة إلى الوقود، والعمل على تصميم وتطوير نموذج أولي لمفاعل نووي باستخدام الثوريوم واليورانيوم منخفض التخصيب، وهو جزءاً رئيسياً من برنامج الهند ذو الثلاث مراحل للطاقة النووية. بدأت الهند أيضاً في الآونة الأخيرة في إعادة مشاركتها في أنشطة البحث الخاصة بالاندماج البارد،  بالإضافة إلى دعم العمل المنجز في مجال الطاقة الانصهار وقدرة الإندماج من خلال مبادرة ال ITER.

## نبذة تاريخية

### توليد الطاقة النووية
في وقت مبكر من عام 1901، اعترفت هيئة المسح الجيولوجي للهند (جي إس آي) باحتمالية امتلاك الهند لرواسب كبيرة من الخامات المشعة، بما في ذلك البتشبلند واليورانيوم والثوريانيت. ولكن في الخمسين سنة التي تلت ذلك، لم يُبذل جهد يذكر لاستغلال تلك الموارد. خلال عشرينيات وثلاثينيات القرن العشرين، حافظ العلماء الهنود على روابط وثيقة مع نظرائهم في أوروبا والولايات المتحدة، وكانوا على دراية جيدة بأحدث التطورات في الفيزياء. أجرى العديد من الفيزيائيين الهنود، ولا سيما دولت سينغ كوتاري وميغناد ساها وهومي جهانكير بهابها ورابال سانغاميسوارين كريشنان، أبحاثًا رائدة في الفيزياء النووية في أوروبا خلال الثلاثينيات من القرن العشرين.
بحلول عام 1939، أدرك ميغناد ساها، أستاذ للفيزياء برتبة باليت في جامعة كلكتا، أهمية اكتشاف الانشطار النووي، وبدأ في إجراء تجارب مختلفة تتعلق بالفيزياء النووية في مختبره. في عام 1940، أدرج الفيزياء النووية في مناهج الدراسات العليا بالجامعة. في العام نفسه، كرس صندوق السير دورابجي تاتا الأموال اللازمة لإنشاء مسرع دوراني في جامعة كلكتا، لكن صعوبات مختلفة التي من المحتمل أن تكون مرتبطة بالحرب أخرت المشروع. في عام 1944، كتب هومي جهانكير بهابها وهو فيزيائي نووي بارز أسس مدرسة بحثية في المعهد الهندي للعلوم في بنغالور، رسالة إلى قريبه البعيد جهانجير راتانجي دادابهاي تاتا، رئيس مجموعة تاتا. وطلب التمويل لإنشاء معهد للأبحاث في الفيزياء الأساسية، «مع إشارة خاصة إلى الأشعة الكونية والفيزياء النووية». افتُتحت مؤسسة تاته للبحوث الأساسية (تي آي إف إر) في مومباي في العام التالي.

### إنشاء الطاقة الذرية في الهند
بعد القصف الذري لهيروشيما في أغسطس 1945، لاحظ الفيزيائي النووي رابال سانغاميسوارين كريشنان، الذي درس على يد نورمان فيذر وجون كوكروفت، والذي أدرك إمكانات توليد الطاقة الهائلة من اليورانيوم، أنه: «إذا أُتيحت إمكانية استخدام الطاقة الهائلة المنبعثة من الانفجارات الذرية لقيادة الآلات، وما إلى ذلك، فسوف يُحدث ذلك ثورة صناعية ذات طابع بعيد المدى». وأشار أيضًا إلى الصعوبات في تسخير الطاقة النووية للاستخدام السلمي: «... هناك حاجة إلى المزيد من العمل البحثي قبل أن يصبح من الممكن الاستفادة من الطاقة الذرية صناعيًا».
في مارس 1946، أنشأت هيئة البحث العلمي والصناعي (بي إس آي آر)، التابعة لمجلس البحث العلمي والصناعي (سي آي إس آر)، لجنة أبحاث ذرية برئاسة بهابها لاستكشاف موارد الطاقة الذرية في الهند واقتراح طرق لتطوير تلك الموارد وتسخيرها، إلى جانب إقامة اتصالات مع منظمات مماثلة في دول أخرى. في الوقت نفسه، اجتمع مجلس الأبحاث في جامعة ترافانكور لمناقشة التطوير الصناعي المستقبلي في ترافانكور. من بين قضايا أخرى، أوصى المجلس بتطوير موارد الدولة من المونازيت، وخام الثوريوم الثمين، والإلمينيت، وذلك فيما يتعلق بتطبيقاتها في الطاقة الذرية. اقترح المجلس أن المشروع يمكن تنفيذه من خلال برنامج كامل للهند. وأعقب ذلك إيفاد بهابها والسير شانتي سواروب باتناغار مدير سي آي إس آر، إلى ترافنكور في أبريل 1947 وإقامة علاقة عمل مع ديوان المملكة، السير شيتبوت بتابيرمن راماسوامي أيير.
في وقت مبكر من عام 1947، وُضعت خطط لإنشاء وحدة يورانيوم تابعة لهيئة المسح الجيولوجي للهند، للتركيز على تحديد وتطوير موارد المعادن الحاوية لليورانيوم. في يونيو 1947، قبل شهرين من استقلال الهند، أنشأ تشكرفرتي راجغوبالاشاري، وزير الصناعة والإمداد والتعليم والمالية في الحكومة المؤقتة في الهند آنذاك، هيئة استشارية لأبحاث الطاقة الذرية. برئاسة بهابها وتابعة ل سي آي إس آر، ضمت الهيئة الاستشاري ساها وباتناغار والعديد من العلماء البارزين الآخرين، ولا سيما السير كريمنكم سرينيفاسا كريشنان، المكتشف المشارك لتأثير رامان، والجيولوجي دارشو نوشيرفان واديا ونذير أحمد الذي كان طالب إرنست رذرفورد. شُكلت لجنة مشتركة تضم العلماء المذكورين أعلاه وثلاثة ممثلين عن حكومة ترافانكور لتحديد أفضل طريقة لاستخدام موارد ترافانكور من المونازيت. بعد استقلال الهند وتقسيمها، أعلنت ترافانكور عن استقلالها لفترة وجيزة قبل انضمامها إلى دومينيون الهند الجديد في عام 1949 بعد فترة من المفاوضات المكثفة، بينما غادر أحمد إلى باكستان، حيث رأس في نهاية المطاف وكالة الطاقة الذرية في تلك الدولة.
في 23 مارس 1948، قدم رئيس الوزراء جواهر لال نهرو مشروع قانون الطاقة الذرية في البرلمان الهندي، ومُرر القانون لاحقًا باسم قانون الطاقة الذرية الهندي. على غرار قانون الطاقة الذرية البريطاني لعام 1946، منح القانون سلطات شاملة للحكومة المركزية على العلوم والأبحاث النووية، بما في ذلك عمليات المسح من أجل المعادن الضرورية للطاقة الذرية، وتطوير هذه الموارد المعدنية لاستخدامها على نطاق صناعي، وإجراء الأبحاث المتعلقة بالمشاكل العلمية والتقنية المرتبطة بتطوير الطاقة الذرية للأغراض السلمية، وتدريب وتعليم الأفراد اللازمين وتشجيع الأبحاث الأساسية في العلوم النووية في المخابر والمعاهد والجامعات الهندية. في نفس الوقت تقريبًا، أقرت حكومة غرب البنغال بناء معهد الفيزياء النووية التابع لجامعة كلكتا، وُضع حجر الأساس في مايو 1948، وافتتح المعهد في 11 يناير 1950 من قبل إيرين جوليو كوري.
اعتبارًا من 1 يونيو 1948، دُمجت الهيئة الاستشارية لأبحاث الطاقة الذرية، مع المنظمة الأم سي إس آي آر، في قسم البحث العلمي الجديد ووضع مباشرة تحت إشراف رئاسة الوزراء. في 3 أغسطس 1948، أُنشئت هيئة الطاقة الذرية في الهند (إيه إي سي) وفُصلت عن قسم البحث العلمي، مع تعيين بهابها كأول رئيس لها. في يناير 1949، اجتمعت إيه إي سي لصياغة منهج جامعي موحد للطلاب الجامعيين وطلاب الدراسات العليا للفيزياء والكيمياء النظرية والأساسية، لضمان تأمين عدد كاف من العلماء النوويين وضمان حصولهم على مستويات متسقة من التدريب والتعليم. في نفس العام، خُصص معهد تاتا للبحوث الأساسية من قبل سي إس آي آر كمركز لجميع مشاريع أبحاث العلوم النووية الرئيسية. في عام 1950، أعلنت الحكومة أنها ستشتري جميع المخزونات المتاحة من معادن وخامات اليورانيوم والبيريليوم، وأعلنت مكافآت كبيرة عن أي اكتشافات مهمة لها. في 3 يناير 1954، أُنشئت مؤسسة الطاقة الذرية في ترومباي (إيه إي إي تي) من قبل لجنة الطاقة الذرية لتوحيد جميع أبحاث المفاعلات النووية والتطويرات المتعلقة بالتكنولوجيا، في 3 أغسطس، نُقلت هيئة الطاقة الذرية وجميع وكالاتها التابعة، بما في ذلك معهد تاتا للبحوث الأساسية ومعهد البحوث النووية في جامعة كلكتا، إلى وزارة الطاقة الذرية الجديدة ووضعوا تحت الإشراف المباشر لمكتب رئيس الوزراء. في مايو 1956، بدأ البناء في ترومباي لمصنع معدن اليورانيوم ومنشأة تصنيع عنصر الوقود لمفاعلات البحث. بدأ تشغيل مصنع اليورانيوم في يناير 1959، متبوعًا بمنشأة عنصر الوقود في فبراير 1960. افتُتحت إيه إي إي تي (أعيد تسميتها بعد وفاة بهابها بمركز بهابها للأبحاث الذرية في عام 1967) رسميًا من قبل نهرو في يناير 1957. مع اتساع نطاق الأبحاث النووية الهندية، عُدل قانون الطاقة الذرية لعام 1948 في عام 1961، ومُرر باسم قانون الطاقة الذرية الجديد، الذي دخل حيز التنفيذ في سبتمبر 1962.